# Biewerbach
Der Biewerbach ist ein linker Nebenfluss der Mosel. 

## Verlauf
Der Biewerbach entsteht aus dem Zusammenfluss von Loricher Bach und Aacher Bach auf einer Höhe von 155 m ü. NHN südöstlich des Erlenhofes. Er mündet schließlich südlich des Trierer Stadtteils Biewer in Biewer auf einer Höhe von 123 m ü. NHN von links in die Mosel.
Der Biewerbach hat eine Länge von 13 km und ein Einzugsgebiet von 26,3 km².

## Kanalisation
Im Zuge der Moselkanalisation in den 1960er Jahren war der Biewerbach begradigt und teilweise unter die Erde verrohrt worden. 2003 erfolgte eine Renaturierung, insbesondere wurde die Biewerbachmündung auf einer Länge von etwa 600 m naturnah rückgebaut.
Über dem Biewerbachtal verläuft die 91 m hohe Biewerbachtalbrücke der Bundesautobahn 64, die von Trier-Ehrang in Richtung Luxemburg führt.

## Mühlen
Am Biewerbach stehen die Birkelsmühle, die Felsenmühle und die Pulvermühle.